# Cratere Fleming
Fleming è un grande  cratere lunare di 126,37 km situato nella  parte nord-occidentale della faccia nascosta della Luna, a circa un diametro di cratere ad est-nordest del cratere Hertz e a nordovest del cratere Lobachevskiy.

## Descrizione
L'orlo di questa formazione è pesantemente eroso e reso quasi invisibile da molti crateri più piccoli. Il più considerevole fra questi è Fleming N, lungo il bordo meridionale, mentre un altro, un po' più piccolo, taglia tutto il confine orientale. Il fondo è anch'esso punteggiato da numerosissimi crateri minori dovuti ad impatti successivi.
Il cratere è dedicato all'astronoma statunitense Williamina Fleming e al biologo britannico Alexander Fleming.

## Crateri correlati
Alcuni crateri minori situati in prossimità di Fleming sono convenzionalmente identificati, sulle mappe lunari, attraverso una lettera associata al nome.
| Fleming | Coordinate             | Diametro (in km) |
| ------- | ---------------------- | ---------------- |
| D       | 16°47′24″N 114°03′00″E | 24,71            |
| N       | 12°42′36″N 108°52′48″E | 23,13            |
| W       | 17°47′24″N 106°10′12″E | 51,88            |
| Y       | 18°01′48″N 108°13′48″E | 28,81            |